# Бородкин, Александр Анатольевич
Алекса́ндр Анато́льевич Боро́дкин  (1 октября 1971, Москва) — российский футболист, защитник, тренер.

## Биография
Воспитанник футбольной школы «Динамо».
Сыграл 187 матчей за 6 российских клубов в высшем дивизионе: «Ростсельмаш», «Динамо» (Москва), «Торпедо» (Москва), «Тюмень», ЦСКА и «Торпедо-ЗИЛ» и 128 — за «вторые» команды.
За карьеру заработал 35 предупреждений и 2 удаления.

## Награды
- Серебряный призёр чемпионата России: 1994, 1998
- Бронзовый призёр чемпионата России: 1999